# 小ピロストラトス
小ピロストラトス（しょうピロストラトス、ギリシャ語: Φιλόστρατος ὁ Νεώτερος、英語: Philostratus the Younger、fl. 3世紀）は、またの名をレムノスのピロストラトスともいったローマ帝国支配下のギリシャのソフィスト。彼は、『エイコネス（絵画記）』の第2シリーズの著者であったが、その内容は完全には伝わっていない。その序文で、彼は、最初のシリーズの著者であった自分の母方の祖父を賞賛しているが、おそらくこれは、有名なソフィストであったアテナイのピロストラトスの義理の息子で、より広く知られたレムノスのピロストラトス（大ピロストラトス）のことである。小ピロストラトスの著作として伝わっているのは『エイコネス』だけであり、その成立年代は250年から300年にかけての諸説がある。もし、早めの年代が正しいとすれば、このピロストラトスは、255年にアテナイのアルコーンであった人物と同一人物であった可能性もある。